# Podagrion sensitivus
Podagrion sensitivus is een vliesvleugelig insect uit de familie Torymidae. De wetenschappelijke naam is voor het eerst geldig gepubliceerd in 1975 door De Santis & Diaz.